# ترک تاپ-۴۰
ترک تاپ-۴۰ جدول رسمی رتبه‌بندی موسیقی در دانمارک است. این جدول هر پنج‌شنبه فهرست ۴۰ ترانهٔ برتر در دانمارک را در hitlisten.nu منتشر می‌کند.